# ریحان (سرده)
ریحان (نام علمی: Ocimum) نام یک سرده از تیره نعناعیان است.